# Renato Dionisi
Renato Dionisi (* 21. listopadu 1947) je bývalý italský sportovec, atlet, halový mistr Evropy ve skoku o tyči z roku 1973.

## Sportovní kariéra
V letech 1964 a 1972 startoval na Letních olympijských hrách, vždy bez medailového úspěchu. V roce 1971 získal na mistrovství Evropy v soutěži tyčkařů bronzovou medaili, o dva roky později se stal halovým mistrem Evropy ve skoku o tyči. Posledním medailovým úspěchem na vrcholných soutěžích bylo pro něj třetí místo na evropském halovém šampionátu v roce 1976. Jeho osobní rekord 5,45 metru pochází z roku 1972.